# رود کوشدا
رودخانه کوشدا (به لاتین: Kushida River) یک رود در ژاپن است که در استان میه واقع شده‌است.